# Clyde Cowan
Clyde Lorrain Cowan Jr (Detroit, Míchigan, 6 de diciembre de 1919-Bethesda, Maryland, 24 de mayo de 1974) demostró experimentalmente la existencia del neutrino junto con Frederick Reines. El descubrimiento se llevó a cabo en 1956. Fredrick Reines recibió el premio Nobel en Física en 1995 junto con Martin L. Perl por sus estudios en las partículas subatómicas.

## Biografía
Fue el mayor de cuatro hermanos. Su familia se trasladó a San Luis, Misuri, donde comenzó su educación en la escuela pública. Mientras asistía a la escuela de Misuri de minas y metalurgia (Misuri School of Mines and Metallurgy) en Rolla, Misuri, Cowan fue el editor jefe del periódico Misuri Miner, desde 1939 a 1940, graduándose es este último año como Licenciado en Ciencias (Bachelor of Science) en Ingeniería Química.
Se casó en Woodford, Inglaterra el 29 de enero de 1943 con Betty Eleanor, hija de George Henry y Mabel Jane. Tuvo tres hijos: Elizabeth Esthermay, Marian Jane y George Langsthoth, y adoptó dos: David Lorrain y Michael Lorraine. Fue católico practicante. Murió en Bethesda, Maryland el 24 de mayo de 1974 y fue enterrado en el Cementerio Nacional de Arlington.
Cowan fue capitán en las Fuerzas Aéreas Americanas, donde le fue entregada la medalla de bronce por su participación en la Segunda Guerra Mundial. Desde 1936 a 1940 él estuvo en las fuerzas de entrenamiento de oficiales en la reserva. Cowan se unió al servicio de guerra química con el rango de segundo teniente cuando América entró en la Segunda Guerra Mundial en 1941.
En agosto de 1942 fue transferido a la Octava fuerza aérea de Eisenhower estacionada en Londres, Inglaterra. En 1943 diseñó y construyó una unidad experimental de limpieza para usar en caso de ataque con gases químicos. En el siguiente año, se unió al personal del laboratorio de radiación de la división británica del instituto de Tecnología de Massachusetts, localizado en Great Marvern, Inglaterra.
En 1945 fue el oficial de enlace con la Real Fuerza Aérea (Royal Air Force), trabajando dentro del equipo de información técnica. Retornó a los Estados Unidos de América en 1945, y trabajó en la base aérea de Wright Patterson en Dayton, Ohio. Dejó el servicio activo en 1946.
Beneficiándose de las ayudas que el gobierno estadounidense ofreció a los veteranos de guerra (Government Issue Bill-G.I.Bill), se apuntó a la universidad de Washington en San Luis, Misuri, recibiendo el título académico de doctor en Filosofía en 1949. Este título era un requisito necesario para ser profesor universitario o investigador en la mayoría de los campos. Posteriormente se unió al personal del Laboratorio Nacional de Los Álamos en Nuevo México, donde encontró a Frederick Reines.

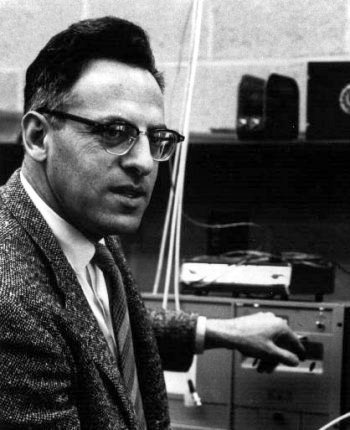
Frederick Reines

En 1951 Reines y Cowan comenzaron su búsqueda del neutrino. Sus primeros planes se orientaron en la detección de neutrinos emitidos tras una explosión nuclear.

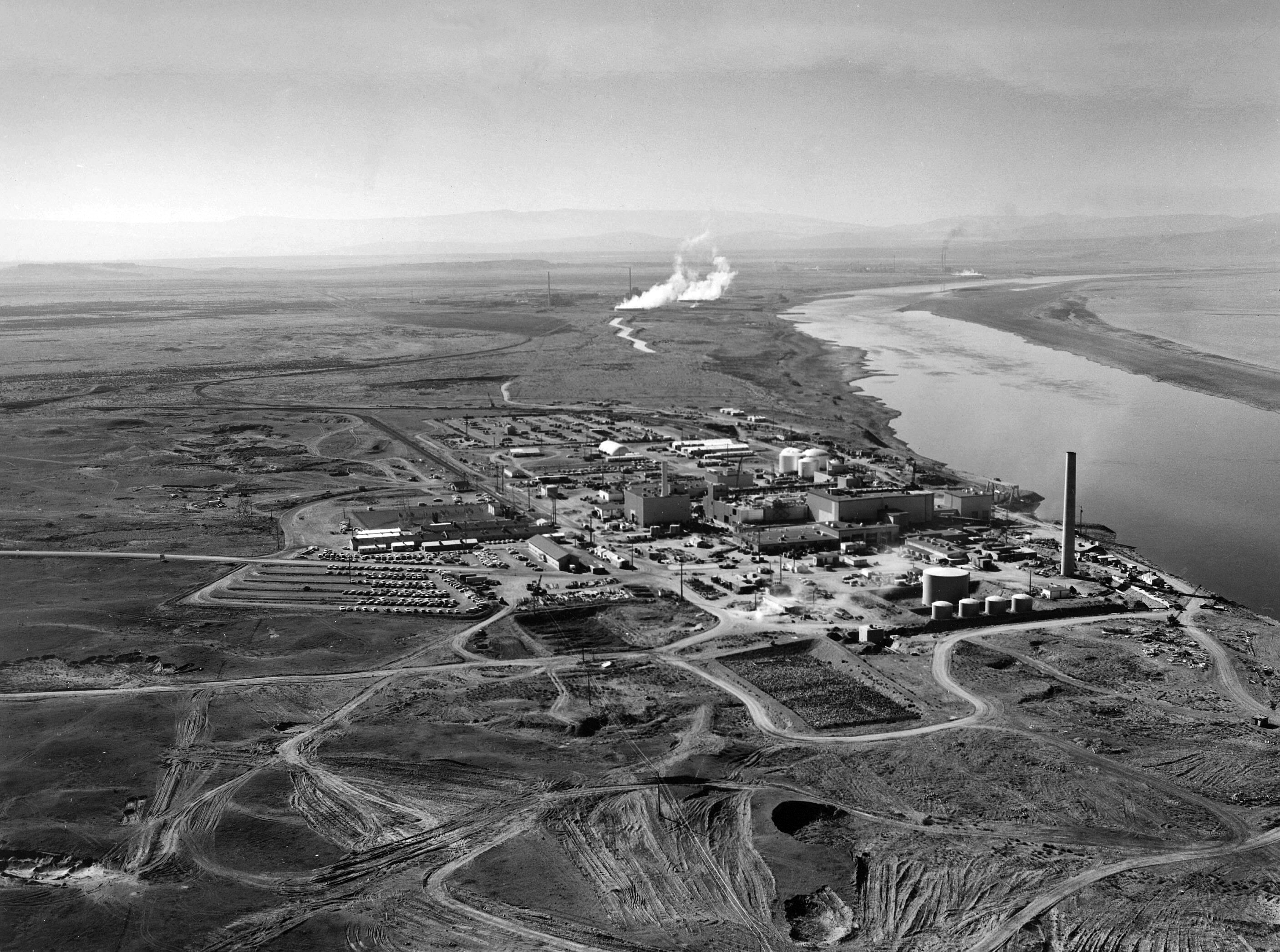
Reactor nuclear de Hanford

 Al darse cuenta de que los reactores nucleares podían proporcionar un flujo de 10^13 neutrinos por centímetro cuadrado y por segundo, montaron un experimento en el reactor nuclear de Hanford Site en 1953. Se utilizó un detector compuesto por un líquido de centelleo de flúor rodeado de numerosos tubos fotomultiplicadores para convertir las emisiones de luz en señal de impulsos eléctricos.
Los resultados obtenidos no fueron aceptables, al observar un valor de fondo elevado debido a la Radiación cósmica, incluso cuando el reactor estaba apagado. Por esa razón el detector se trasladó a la Planta de energía nuclear de Savannah River, Carolina del sur en 1955. En esta ocasión se protegió la localización del experimento, situándose a 11 metros del reactor y a 12 metros bajo tierra. En 1956 lograron detectar el neutrino.
Posteriormente, Cowan comenzó su carrera como profesor de física en 1957 en la Universidad George Washington, D. C. El siguiente año, dejó el puesto en la universidad y entró en la facultad de la Universidad Católica de América en Washington D. C.. En este puesto estuvo hasta su muerte en 1974.
Durante su vida actuó como consultor para la Comisión de Energía Atómica de Estados Unidos, el Laboratorio Naval Militar, la Academia Naval de los Estados Unidos, el Instituto Smithsoniano, etc.